# 斯氏黏盲鰻
斯氏黏盲鳗，为盲鳗科黏盲鳗属的鱼类。分布於中西太平洋的菲律賓海域，屬深海底棲魚類，棲息深度在水深189公尺，本魚身體褐色，眼斑不存在。鰓囊與孔7個，腹面鰭褶發展良好，背鰭無鰭條，黏液孔76至80個，體長可達62公分，棲息在泥底質海域。